# Mao An Chi
Mao An Chi (chữ Hán: 毛安之, ? - ?), tự Trọng Tổ, người Dương Vũ, Huỳnh Dương , là tướng lĩnh nhà Đông Tấn trong lịch sử Trung Quốc.

## Cuộc đời
An Chi là con thứ của danh tướng Mao Bảo, có anh trai là Mao Mục Chi. Ông có tài võ nghệ, lần lần được thăng đến Phủ quân tham quân, Ngụy Quận thái thú. Tư Mã Dục phụ chánh (sau này là Giản Văn đế), dùng An Chi làm nanh vuốt. Vào ngày Dục lên ngôi, An Chi lãnh binh theo hộ vệ, túc trực qua đêm trong cung. Được bái làm Du kích tướng quân. Khi Dữu Hi nổi dậy ở Kinh Khẩu (372), triều đình chấn động, mệnh An Chi làm Đốc thành môn chư quân sự.
Hiếu Vũ đế lên ngôi (cuối năm 372), đạo sĩ Lư Tủng đột nhập điện đình, An Chi soái quân trấn áp, diệt sạch nghĩa quân, được thăng Hữu vệ tướng quân. Định hoàng hậu Vương Pháp Tuệ băng, ông được lãnh Tương Tác đại tượng . Mất khi đang ở chức, được truy tặng Quang lộc huân. Con thứ của An Chi là Thái gần gũi với cha con quyền thần Tư Mã Đạo Tử, nên ông được truy luận công trấn áp Lư Tủng, ban tước Bình Đô tử.

## Hậu nhân
An Chi có bốn con trai: Đàm, Thái, Thúy, Độn.
1. Mao Đàm: làm đến Giang Hạ tướng, được kế tự.
2. Mao Thái: làm đến Quan quân tướng quân, Đường Ấp, Thái Sơn 2 quận thái thú. Thái có quan hệ gần gũi với cha con Tư Mã Đạo Tử. Nguyên Hiển thường ăn tiệc ở nhà Thái, có lần Nguyên Hiển muốn rời đi, Thái cố gắng giữ lại, nói: "Nếu ngài bỏ đi, sẽ chặt chân ngài." Nguyên Hiển giận, rũ áo bỏ đi, từ đó sinh hiềm khích với ông ta. Hoàn Huyền đánh bại cho cha con Đạo Tử, sai Thái bắt Nguyên Hiển. Thái vẫn còn căm tức Nguyên Hiển, tự tay đánh đập ông ta. Việc này khiến Huyền căm ghét, ít lâu sau giết chết Thái.
3. Mao Thúy: làm đến Du kích tướng quân, bị Hoàn Huyền giết cùng Thái.
4. Mao Độn: ban đầu làm Thái phó chủ bộ, bị Hoàn Huyền đày ra Quảng Châu. Sau khi Huyền thất bại thì được về, làm đến Nghi Đô thái thú.